# Янгол західного вікна
«Янгол західного вікна» (нім. Der Engel vom westlichen Fenster) — роман австрійського письменника Густава Майрінка.

## Історія публікації
Вперше опублікований 1927 року. Це останній великий художній твір письменника. Роман прийняли прохолодно через його ускладнену символіку.

## Сюжет
У цьому творі кілька смислових пластів. Дія відбувається в сучасному автору Відні. Головний герой — нащадок і духовний спадкоємець відомого вченого і алхіміка XVI століття Джона Ді. Йому в руки потрапляє рукопис предка, читанням якого перемежовуються події особистого життя головного персонажа роману, що мають символічний характер і певним чином співвідносні з подіями життя Джона Ді.

## Російські мотиви в романі
У цьому творі істотну роль відіграють російські персонажі. Провокатором головного героя виступає літній росіянин-емігрант антиквар Ліпотін. Образ Ліпотіна сходить до персонажів з роману Достоєвського «Біси» чиновнику Ліпутіну і провокатора Ліппанченка з роману Андрія Бєлого «Петербург». У тих главах роману, де наведено щоденники Джона Ді, згадується посланець російського царя Івана Грозного на ім'я Маске. Головним антагоністом головного героя в романі є також російська емігрантка, княгиня з давнього кавказького роду Шотокалунгіна. Ще один російський персонаж в «Ангелі західного вікна» — це старий емігрант барон Строганов. Він вмирає на самому початку оповідання, причому Ліпотін пророкує загибель Строганова.

## Особливості стилю
У центрі роману — алхімічний символ священного шлюбу, що розуміється, як символ досягнення цілісності особистості архетипового головного героя. Чоловіче й жіноче начала мають злитися в головному герої в одне ціле, що нагадує концепцію Карла Густава Юнга про психоаналітичне тлумачення алхімічної символіки, як опису шляху людського «я» до внутрішньої цілісності. Роман насичений алхімічними, тантричними і кабалістичними міфологемами.

## Культурний вплив
- З романом Майрінка був знайомий російський поет Михайло Кузмін. Кілька віршів з циклу Форель розбиває лід[ru] (1925—1929 років) створені під враженням роману і містять прозорі алюзії на нього.
- 2011 року німецький музичний колектив Tangerine Dream випустив альбом The Angel From The West Window, композиції якого натхненні образами роману.